# 伍承儒
伍承儒（2000年9月15日—），出生于广东省广州市，中国足球运动员，现效力于中冠联赛球队广州影豹。

## 俱乐部生涯
2023年5月3日，广州影豹官方正式宣布，他们成功签下了前广州城的22岁中场球员伍承儒。